# Девениш, Кристиан
Кристиан Давид Кастро Девениш (исп. Cristian David Castro Devenish; род. 25 января 2001, Барранкилья) — колумбийский футболист, защитник клуба «Атлетико Насьональ».

## Клубная карьера
Девениш — воспитанник клубов «Депортиво Галапа», «Америка Кали» и «Атлетико Насьональ». В 2019 году игрок был включён в заявку на сезон последних. В том же году Девениш на правах аренды перешёл в португальскую «Визелу». 1 марта 2020 году в матче против «Оливейренсе» он дебютировал за новый клуб. В 2020 году Девениш был арендован клубом «Боавишта». 19 октября в матче против «Витории Гимарайнш» он дебютировал в Сангриш лиге. 28 декабря в поединке против «Браги» Кристиан забил свой первый гол за «Боавишту». По окончании аренды Девениш вернулся в «Атлетико Насьональ». 21 августа 2021 года в матче против «Депортес Киндио» он дебютировал в Кубке Мустанга. 30 октября 2022 года в поединке против «Ла Экидад» Кристиан забил свой первый гол за «Атлетико Насьональ». В том же году он стал чемпионом Колумбии. 

## Международная карьера
В 2023 году в составе олимпийской сборной Колумбии Девениш принял участие в домашних Панамериканских играх. На турнире он сыграл в матчах против команд Гондураса, Бразилии, США и Уругвая.

## Достижения
Клубные
 «Атлетико Насьональ»
- Победитель Кубка Мустанга — Апертура 2022
- Обладатель Кубка Колумбии (2) — 2021, 2023